# 丰州 (北魏)
丰州，是南北朝的州。
北魏末年设立南垣州，治所在涅城县（今山西省武乡县西六十里）。东魏时改为丰州，娄睿在北齐时曾经担任丰州刺史，大宁元年（561年）以丰州刺史娄睿为司空，丰州下辖郡县不详。北齐时丰州改为戎州，北周时废入潞州。